# Dark Sun: Shattered Lands
Dark Sun: Shattered Lands est un jeu vidéo de rôle au tour par tour développé par Strategic Simulations, Inc. et sorti sur PC en 1993. Il est basé sur les règles d’Advanced Dungeons & Dragons et se déroule dans le monde fictif et désertique d'Athas. C'est le premier jeu à prendre place dans l'univers de campagne Dark Sun, créé en 1991 par Timothy Brown.
À sa sortie en 1993, Dark Sun: Shattered Lands est très buggé. Il est patché et est finalement réédité en 1996 sur CD-ROM dans une compilation intitulée AD&D Masterpiece Collection.
En 1994 sort une suite : Dark Sun: Wake of the Ravager. Puis, en 1996, un jeu de rôle en ligne massivement multijoueur partageant son moteur graphique sort : Dark Sun Online: Crimson Sands.

## Système de jeu
Dark Sun: Shattered Lands est un jeu vidéo de rôle basé sur décor de campagne Dark Sun du jeu de rôle Donjons et Dragons. Comme dans celui-ci, le jeu débute par une phase de création des personnages. Lors de celle-ci, le joueur peut choisir de jouer avec les quatre personnages prédéfinis du jeu ou de personnaliser son équipe en choisissant les caractéristiques de ses membres. Chaque personnage est en effet défini par ses caractéristiques physiques et mentales qui définissent son aptitude dans différents domaine, comme le combat ou la magie. Le jeu débute ensuite dans une arène lors d’une phase d’entrainement qui permet au joueur de se familiariser avec l’interface et les systèmes de combat et de magie du jeu. L’environnement du jeu est alors affiché en vue du dessus, aussi bien en intérieur qu’en extérieur. Le jeu se joue à la souris, le bouton droit permettant de changer la forme du curseur, et ainsi de modifier les actions réalisées avec le bouton gauche. Des options permettent de sauvegarder la partie (en dehors des combats), de régler la difficulté du jeu, de régler le volume des effets sonores et de désactiver les animations des personnages pour accélérer le jeu. Le joueur peut de plus, à tout moment, accéder aux fiches de ses personnages afin de contrôler leur états, de consulter leur inventaire ou de les équiper avec un objet. Lors des dialogues, le joueur se voit proposer plusieurs choix de réponse qui lui permettent d’orienter la discussion. Lors des phases d’exploration, le jeu se déroule entièrement en temps réel. Lors des phases de combat, il bascule en revanche au tour par tour et les personnages  avec la meilleure initiative agissent en premier. Chaque personnage dispose de points de mouvement que le joueur dépense pour le faire se déplacer, lancer un sort ou attaquer au corps à corps ou à distance. Suivant sa classe, son niveau et ses compétences, les personnages peuvent agir une ou plusieurs fois par tour.

## Développement
En 1987, Strategic Simulations acquiert les droits sur la licence Donjons et Dragons de TSR avec pour projet d’en tirer toute une série de jeux vidéo de rôle. Le premier jeu adapté de cette licence par Strategic Simulations connaît un important succès commercial sans précédent pour le studio, qui surfe sur ce succès en s’appuyant sur son moteur de jeu pour développer toute une série de jeux de rôle, connue sous le nom de Gold Box, publiés entre 1988 et 1993. Lorsqu’au début des années 1990, la série Gold Box commence à s’essouffler du fait d’un moteur de jeu daté, Strategic Simulations décide de créer une nouvelle génération de jeux de rôle et se lance donc dans le développement d’un nouveau moteur de jeu. Destiné à un nouveau titre basé sur la franchise Donjons et Dragons, Dark Sun: Shattered Lands, celui-ci bénéficie de nouveaux mécanismes de jeu et de meilleurs graphismes. Cependant, le projet se révèle rapidement problématique. Le développement prend en effet du retard et deux années sont nécessaires pour le jeu, alors qu’il devait l’être en une seule. La situation devient alors difficile pour le studio qui doit licencier une vingtaine de personnes début 1993. Dark Sun est finalement publié en septembre 1993, trop tard pour profiter de l’engouement généré par la série Gold Box.

## Accueil
| Dark Sun : Shattered Lands |      |       |
| Média                      | Pays | Notes |
| Dragon                     | US   | 3/5   |
| Gen4                       | FR   | 80%   |
| Joystick                   | FR   | 78 %  |
| PC Gamer UK                | GB   | 73 %  |
| Tilt                       | FR   | 90%   |

## Postérité

### Suites
Après avoir développé Dark Sun: Shattered Lands, Strategic Simulations s’appuie sur son moteur de jeu pour créer deux autres jeu vidéo de rôle se déroulant dans le décor de campagne Dark Sun de Donjons et Dragons. En 1994, le studio publie ainsi Dark Sun: Wake of the Ravager qui fait directement suite à son prédécesseur dont il reprend le système de jeu en y apportant quelques modification, notamment au niveau des graphismes. Le studio développe ensuite un jeu de rôle massivement multijoueur, dans la lignée de Neverwinter Nights, s’appuyant sur le même moteur de jeu et le même univers que ses deux prédécesseurs. Baptisé Dark Sun Online: Crimson Sands, celui-ci est initialement commandé par AT&T, qui souhaite concurrencer AOL dans ce domaine. Il est finalement publié en 1996 sur le service de jeu en ligne de Total Entertainment Network où il est exploité jusqu’en 1998. En plus des jeux prenant place dans l’univers de Dark Sun, un quatrième titre s’appuyant sur le moteur de jeu de Dark Sun: Shattered Lands, Al-Qadim: The Genie's Curse, est publié par Strategic Simulations en 1994. Développé par Cyberlore Studios, celui-ci se déroule dans le décor de campagne Al-Qadim de Donjons et Dragons.

### Impact pour Strategic Simulations
Le retard accumulé lors du développement de Dark Sun met Strategic Simulations dans une situation difficile, et le studio doit licencier une vingtaine de personnes début 1993.Lorsqu’il est publié en septembre 1993, il est de plus trop tard pour qu’il puisse profiter de l’engouement généré par la série Gold Box et le jeu se révèle un échec critique et commercial. Cet échec et le retard accumulé lors de son développement effraie la direction de Strategic Simulations qui réalise qu’un nouveau projet de cette envergure nécessiterait un million de dollars et qu’ils n’ont pas les ressources nécessaires pour se permettre un nouvel échec. Ils doivent donc recueillir des fonds, ce qui leur ferait perdre le contrôle de la société (la famille de Joel Billings, le président du studio, n’en possédant plus que 55%), ou vendre l’entreprise à une société plus grande qui pourrait investir dans le développement de nouveaux titres. C’est finalement la deuxième solution qui est retenue et début 1994, Strategic Simulations est vendu à Mindscape. Cette dernière est ensuite racheté par The Learning Company, qui est elle-même racheté par Mattel en 1999. Peu après, le CEO de Mattel décide de se débarrasser de sa division jeu vidéo et son catalogue de jeu est alors cédé à Ubisoft. Bien que SSI continue à l’époque de dégager entre 15 et 18 millions de dollars de revenus par an, son catalogue de wargames n’intéresse pas vraiment Ubisoft, et le label SSI est peu à peu abandonné.